# Antonino La Gumina
Antonino La Gumina (Palermo, 6 maart 1996) is een Italiaans voetballer die doorgaans speelt als spits. In juli 2021 verruilde hij Empoli voor Sampdoria.

## Clubcarrière
La Gumina speelde vanaf zijn tiende in de jeugdopleiding van Palermo. De aanvaller maakte op 4 april 2015 zijn debuut in het eerste elftal tegen AC Milan. Alessio Cerci opende de score namens Milan, waarna Paulo Dybala gelijkmaakte vanuit een strafschop. Door een doelpunt van Jérémy Ménez wonnen de bezoekers met 1–2. La Gumina begon op de reservebank en van coach Giuseppe Iachini mocht hij twee minuten voor tijd invallen voor Mato Jajalo.
Voor het seizoen 2016/17 werd de spits op huurbasis gestald bij Ternana. Na zijn terugkeer kreeg hij een belangrijkere rol bij Palermo, dat was gedegradeerd naar de Serie B. Het seizoen 2017/18 leverde elf competitiedoelpunten op voor La Gumina. In de zomer van 2018 werd hij voor circa negen miljoen euro overgenomen door Empoli, waar hij zijn handtekening zette onder een verbintenis voor de duur van vijf seizoenen.
Empoli verhuurde de aanvaller in januari 2020 voor anderhalf jaar aan Sampdoria. Die club nam hem definitief over na de verhuurperiode. Hierop werd hij op huurbasis ondergebracht bij Como. Het jaar erop huurde Benevento hem voor een jaar. Hierna speelde La Gumina een half seizoen voor Sampdoria, waarna hij verhuurd werd aan Mirandés. Na opnieuw een half seizoen bij Sampdoria nam Cesena de aanvaller in januari 2025 op huurbasis over.

## Clubstatistieken
| Seizoen | Club        | Competitie       | Competitie | Competitie | Beker | Beker | Internationaal | Internationaal | Totaal | Totaal |
| Seizoen | Club        | Competitie       | Wed.       | Dlp.       | Wed.  | Dlp.  | Wed.           | Dlp.           | Wed.   | Dlp.   |
| ------- | ----------- | ---------------- | ---------- | ---------- | ----- | ----- | -------------- | -------------- | ------ | ------ |
| 2014/15 | Palermo     | Serie A          | 1          | 0          | 0     | 0     | —              | —              | 1      | 0      |
| 2015/16 | Palermo     | Serie A          | 3          | 0          | 0     | 0     | —              | —              | 3      | 0      |
| 2016/17 | → Ternana   | Serie B          | 15         | 1          | 2     | 1     | —              | —              | 17     | 2      |
| 2017/18 | Palermo     | Serie B          | 33         | 11         | 2     | 1     | —              | —              | 35     | 12     |
| 2018/19 | Empoli      | Serie A          | 22         | 2          | 1     | 0     | —              | —              | 23     | 2      |
| 2019/20 | Empoli      | Serie B          | 17         | 4          | 2     | 0     | —              | —              | 19     | 4      |
| 2019/20 | → Sampdoria | Serie A          | 5          | 0          | 0     | 0     | —              | —              | 5      | 0      |
| 2020/21 | → Sampdoria | Serie A          | 9          | 0          | 2     | 1     | —              | —              | 11     | 1      |
| 2021/22 | Sampdoria   | Serie A          | —          | —          | —     | —     | —              | —              | 0      | 0      |
| 2021/22 | → Como      | Serie B          | 34         | 9          | 0     | 0     | —              | —              | 34     | 9      |
| 2022/23 | → Benevento | Serie B          | 27         | 3          | 1     | 0     | —              | —              | 28     | 3      |
| 2023/24 | Sampdoria   | Serie B          | 12         | 2          | 2     | 0     | —              | —              | 14     | 2      |
| 2023/24 | → Mirandés  | Segunda División | 16         | 1          | 0     | 0     | —              | —              | 16     | 1      |
| 2024/25 | Sampdoria   | Serie B          | 9          | 0          | 1     | 0     | —              | —              | 10     | 0      |
| 2024/25 | → Cesena    | Serie B          | 12         | 2          | 0     | 0     | —              | —              | 12     | 2      |
| Totaal  | Totaal      | Totaal           | 216        | 35         | 12    | 3     | 0              | 0              | 228    | 38     |

Bijgewerkt op 20 juli 2025.